# Discophorellus major
Discophorellus major är en insektsart som beskrevs av Tsaur 1991. Discophorellus major ingår i släktet Discophorellus och familjen kilstritar. Inga underarter finns listade i Catalogue of Life.